# 靖公 (単)
靖公（せいこう）は、春秋時代の単の君主。
魯の襄公十年（紀元前563年）、王室内で王叔陳生と伯輿が政権を争った。周の厲王は伯輿を支持し、王叔陳生は出奔し晋へ赴いた。靖公が王叔陳生の代替として卿士となり、王室を支えた。
魯の襄公十五年（紀元前558年）、大臣らが単の靖公に付き添って、斉から王后を迎えた。